# Selling England by the Pound
Selling England by the pound is het vijfde studioalbum van de Engelse band Genesis.

## Geschiedenis
Genesis kwam terug van de promotietournee voor het album Foxtrot. Charisma Records drong aan op het uitbrengen van nieuw materiaal, maar de muziekgroep was nog niet zo ver. Charisma vulde die tijd op met de uitgave van Genesis Live. Charisma bleef wel aandringen, hetgeen Rutherford later zou bestempelen als een "The kiss of death". Collins maakte ondertussen een uitstapje met gitarist Peter Banks, hetgeen de andere leden tot het idee bracht, dat Collins de band zou gaan verlaten. Een eerste aanzet voor het nieuwe album kwam in een landhuis te Chessington, Kingston upon Thames. Daar kwam onder meer The cinema show deels tot stand. Collins destijds onder invloed van de complexe ritmes van het Mahavishnu Orchestra deed zijn invloed gelden, al zij het nog beperkt. Verdere ontwikkelingen vonden plaats in een ruimte in de Una Billings School for Dance in Shepherd's Bush. De bijdrage van Hackett was aan de magere kant; hij voerde destijds zijn eerste echtscheiding, maar kwam wel met een riff dat zou leiden tot de Genesisklassieker I know what I like (in your wardrobe); een andere bijdrage werd door Banks verwerkt in Firth of Fifth.
Gabriel kwam met de suggestie voor de titel van het album. Hij was van mening dat de Engelse tradities verloren gingen als gevolg van de Amerikaanse culturele overheersing. Later zou de Labour Party het nog als slogan gebruiken voor het verloren gaan van de Britse tradities als gevolg van Amerikaans geld. Gabriel zou overigens de teksten voor het album in zeer korte tijd geschreven hebben. Toch dachten de verschillende leden verschillend over het album; de een vond het vrij eenvoudig gaan, de ander zag moeilijkheden. In augustus 1973 trok de band de Island Studio in onder leiding van muziekproducent John Burns. Zijn technische vaardigheden noopten de band hun uiterste best te doen en aan te komen met complexere muziek. De complexheid is terug te vinden in langere stukken instrumentale muziek, hetgeen Gabriel een risico vond; het zou verveling bij de luisteraar teweeg kunnen brengen.   
Het album heeft een sterk pastoraal thema, dat teruggrijpt naar het oude of middeleeuwse Engeland, maar dit ook linkt met het heden. Nummers over het mythologisch verleden van Engeland (Dancing with the moonlit knight) staan naast schetsen over hedendaagse grasmaaiers (I know what I like). De uitgesponnen nummers Firth of Fifth en The cinema show zouden de komende jaren een belangrijke plaats innemen tijdens concerten. Het kortere nummer I know what I like (in your wardrobe) leverde de groep ook een eerste bescheiden succes in hitlijsten voor singles, met een 17de plaats in het Verenigd Koninkrijk in april 1974. Phil Collins zong op het album voor de tweede keer de hoofdzang, namelijk in het nummer More fool me.
Het album zou diverse keren heruitgebracht worden; steeds aangepast met de modernere audiomiddelen. Het album haalde in zijn oorspronkelijke persing een derde plaats in de Britse albumlijsten; het was 21 weken genoteerd. Van Nederland en België zijn geen gegevens omtrent hitnoteringen; Nederland kende toen een Elpee Top 10 en daarin is het album niet terecht gekomen.

## Muziek
| Nr. | Titel                                 | Duur  |
| --- | ------------------------------------- | ----- |
| 1.  | Dancing with the moonlit knight       | 8:02  |
| 2.  | I know what I like (in your wardrobe) | 4:07  |
| 3.  | Firth of Fifth                        | 9:35  |
| 4.  | More fool me                          | 3:10  |
| 5.  | The battle of Epping Forest           | 11:49 |
| 6.  | After the ordeal                      | 4:13  |
| 7.  | The cinema show                       | 11:06 |
| 8.  | Aisle of plenty                       | 1:32  |

## Bezetting
- Tony Banks : keyboards, akoestische gitaar
- Peter Gabriel : zang, fluit, hobo
- Steve Hackett : gitaar
- Mike Rutherford : basgitaar, gitaar, elektrische sitar
- Phil Collins : drums, zang

## Nummers
Dancing with the moonlit knight is het stuk dat het meest naar de album verwijst. Het begint met "Can you tell me where my country lies". Het verwijst naar teloorgang met "Old father Thames" (Vadertje Theems) "It seems he’s drowned"; "Citizens of Hope and Glory" (Land of Hope and Glory); Wimpydreams; Grail, Green Shield Stamp en A Round Table-talking.
I know what I like (in your wardrobe) werd de enigszins succesvolle single.
Firth of Fifth was deels overgebleven uit de Foxtrotsessies.
More fool me werd een atypisch Genesisnummer; het is een bijna romantische ballade en is meest uit de kokers van Collins en Rutherford, die het bedachten toen ze even buiten de studio waren.
The battle of Epping Forest is gebaseerd op een gevecht tussen twee straatbendes in East End, die zou hebben plaatsgevonden in Epping Forest. Gabriel, de tekstschrijver, kon er echter niets over vinden en bedacht toen zelf maar een "veldslag".
After the ordeal is grotendeels Hacketts idee. Banks en Gabriel wilden het eerst niet op het album, maar Hackett hield voet bij stuk. Volgens Banks en Gabriel zou het te klassiek aandoen.
The cinema show over een jongen en meisje die een bioscoopafspraakje hebben zou oorspronkelijk een veel langer nummer gelijkend op Supper's ready. Banks en Rutherford, hier de tekstschrijvers, lieten zich inspireren door The Waste Land van T.S.Elliot. Het lied bevat een lang instrumentaal deel waarbij Banks gebruik maakt(e) van de ARP Pro Soloist. Het bevat een stuk dat is geschreven in de 7/8-maatsoort, ongebruikelijk binnen de popmuziek.
Aisle of plenty is het sluitstuk en is vastgelast aan The cinema show. Het betekent een terugkeer van het thema van Dancing with the moonlit knight. Het eindigt met reclameslogans uit Britse supermarkten ("English ribs of beef cut down to 47p LB").     
From Genesis to Revelation · Trespass · Nursery Cryme · Foxtrot · Live · Selling England by the Pound · The Lamb Lies Down on Broadway · A Trick of the Tail · Wind & Wuthering · Seconds Out · ...And then there were three... · Duke · Abacab · Three Sides Live · Genesis · Invisible Touch · We Can't Dance ·  The way we walk volume one, the shorts · The way we walk volume two, the longs · Calling All Stations · Turn It On Again · Genesis Live over Europe